# Juanjo Puigcorbé
Joan-Josep Puigcorbé i Benaiges, conegut artísticament com a Juanjo Puigcorbé (Barcelona, 22 de juliol de 1955), és un actor de cinema, teatre i televisió català.
Va estudiar amb els jesuïtes de Sarrià.
Entre el 2015 i el juny de 2018 va ser regidor a l'Ajuntament de Barcelona per Esquerra Republicana i Diputat delegat de Cultura a la Diputació de Barcelona. Des del 29 de juny de 2018 va continuar de regidor i diputat no adscrit. El 29 de juny del 2019 deixa definitivament la política.
És parella de l'actriu Lola Marceli, i té una filla nascuda el 1986.

## Filmografia
| - L'orgia (1978): Joan - Les concessionàries (1979) - Companys, procés a Catalunya (1979) - Salut i força al canut (1979) - Taxi (1980) - Barcelona sud (1981) - La batalla del porro (1981) - Un drac, Sant Jordi i el cavaller Kaskarlata (1981) - El cantador (1982) - Un geni amb l'aigua al coll (1983) - Els milions de l'oncle (1984) - Les últimes tardes amb Teresa (1984): Luis - La noche más hermosa (1984) - La vaquilla (1985): Alferes - Martí, pare i fill (1985): Joaquim Martí - La especialidad de la casa (1986) - Més enllà de la passió (1986): Àngel - Material urbà (1987) - Mi general (1987): Capità Eusebio Pujol - Barrios altos (1987): Luis - El fascinerós (1987): Wilson - Suite (1988) de Ricard Viñals (curtmetratge) - Per un sí o per un no (1988) - La diputada (1988) - Amanece como puedas (1988) - Lorenzaccio, Lorenzaccio (1989): Lorenzaccio - És quan dormo que hi veig clar (1989) (veu) - El acto (1989): Andrés - Vador, Dalí de Gala (1990): Vador - La huella del crimen 2: El crimen de Perpignán (1991): Antonio Muñoz - Cómo ser mujer y no morir en el intento (1991): Mariano - Ho sap el ministre? (1991): Jordi López - Salsa rosa (1992): Tomás - Un paraguas para tres (1992): Daniel - La reina anónima (1992): marit - El somni de Maureen (1993): Arístides/Albert - Le journal de Lady M (1993): Diego - Rosa rosae (1993): Teo-Doro - Mal d'amors (1993): Mario - Els de davant (1993): Adil Bey - Una chica entre un millón (1994): Miguel - Mi hermano del alma (1994): Toni - Todos los hombres sois iguales (1994): Joaquín - Justino, un asesino de la tercera edad (1994): empresari - Les amistats perilloses (1995): Vescomte de Valmont - Boca a boca (1995): actor en el vídeo del càsting - El amor perjudica seriamente la salud (1996): Santi Garcia - Mirada líquida (1996): Antonio - El dedo en la llaga (1996): Ángel - Gran Slalom (1996): Manuel - Amores que matan (1996): Marcos - Airbag (1997): jugador timba - Corazón loco (1997): Félix - Al límite (1997): Javier - Suerte (1997): Berasategui - No se puede tener todo (1997): Jordi - La mirada del otro (1998): Ramon - Novios (1999): Arturo - Amnèsia (2002): Xavier Ibarréta - Besos de gato (2003): Fran - Bala perdida (2003): Daniel - Trileros (2003): Julio - La vida aquí (2003): Alberto - Inconscients (2004): Dr. Mira, pare d'Alma - Pacient 33 (2007): Jordi - Rivals (2008): Fernando - La conjura de El Escorial (2008): Felip II - Se ven de (2008) - La chispa de la vida (2011) - Barcelona 1714 (2017) - L'enigma Verdaguer (2019) | Com actor - 1976: El somni d'una nit d'estiu, de William Shakespeare. Dir. Jordi Mesalles. - 1976: Cantir amunt, de Joan Abellán. Dir. Lluís Pasqual. - 1978: Enric IV, de Luigi Pirandello. Dir. Mario Gas. - 1979: La bella Helena, de Peter Hacks i Jacques Offenbach. Dir. Pere Planella. - 1979: Titus Andrònic, de William Shakespeare. Dir. Fabià Puigserver. - 1980: Leonci i Lena, de Georg Büchner. Dir. Ricard Salvat. - 1980: Hamlet, de William Shakespeare. Dir. Pere Planella. - 1981: Alta Àustria, de Xavier Kroetz. Dir. Sergi Jové. - 1981: La fam, de Xavier Olivé. Dir. Quim Vilar. - 1981-1982: El príncep d'Homburg, de Heinrich von Kleist. Dir. Ricard Salvat. - 1982: Fulgor y muerte de Joaquín Murrieta, de Pablo Neruda. Dir. Fabià Puigcerver. - 1982-1983: Peer Gynt, de Henrik Ibsen. Dir. Francesc Nel·lo. - 1983: La tempestat, de William Shakespeare. Dir. Jorge Lavelli. - 1984: La nit encesa. Dir. Juanjo Puigcorbé. - 1984: El somni d'una nit d'estiu, de William Shakespeare. Dir. Juanjo Puigcorbé. - 1985-1986: Pel davant i pel darrera, de Michael Frayn. Dir. Alexander Harold. - 1987: Lorenzaccio, Lorenzaccio, d'Alfred de Musset. Dir. Lluís Pasqual. - 1987-1988: Per un sí i per un no, de Nathalie Sarraute. Dir. Simone Benmusa. - 1989: Frank V, de Friedrich Dürrenmatt. Dir. Mario Gas. - 1989: Vador-Dalí, de J.M. Muñoz Pujol. Dir. Joan Ollé. - 1991: Trucades a mitjanit, d'Eric Bogosian. Dir. Pere Planella. - 1993-1994: Les amistats perilloses, de Christopher Hampton. Dir. Pilar Miró. Com director - 1984: La nit encesa. - 1984: El somni d'una nit d'estiu, de William Shakespeare. - 1984: La cambiale di matrimonio, òpera de Gioacchino Rossini. - 1984: Il trovatore, òpera de Giuseppe Verdi. - 1985: Transnarcís..., de Pau Riba. - Terra d'escudella (1977) - Històries obertes (1978) - Lletres catalanes (1979) - Novel·la (1980) - Les guillermines del rei Salomó (1981) - Quitxalla (1980-1981) - Autors catalans d'avui (1983) - Digui, digui (1984) - Telegaseta de Catalunya: Rovira i Virgili (1984) - Proceso a Mariana Pineda: Teniente Alba (1984) - Planeta Imaginari (1985) - Goya (1985) - En escena: 100 anys de teatre català (1985) - Històries de cara i creu (1987) - A l'est del Besòs (1989) - Miguel Servet, la sangre y la ceniza (1989): Miguel Servet - La ronda (1991) - Réquiem por Granada (1991): Cristòfor Colom - Crónicas del mal (1992) - Menos lobos (1992) - Un día volveré: Augusto Rey (1993) - Villarriba y Villabajo: Pepe (1994-1995) - Madame le consul: Emiliano (1997) - Un chupete para ella: Jorge Vidal (2000-2001) - Pepe Carvalho: Pepe Carvalho (1999-2004) - Aquí no hay quien viva: Juan Luis (2005) - A tortas con la vida: Juan Luis (2005-2006) - Profesor en La Habana: Pepe (2006) - Cuéntame: Rafael Prieto (2006-2007) - El caso Wanninkhof: Palacios (2008) - La huella del crimen 3: El crimen de los marqueses de Urquijo: Inspector Velasco (2009) |

## Guardons[5]

### Premis
- 1986: Festival Internacional de Cinema Fantàstic de Sitges per Més enllà de la passió
- 1992: Festival Internacional de Cinema de Comèdia de Peníscola millor actor per Salsa Rosa
- 1994: Premis de Cinematografia de la Generalitat de Catalunya: millor actor per Els de davant
- 1995: Premis Sant Jordi: millor actor per Mi hermano del alma i Todos los hombres sois iguales
- 1995: Fotogramas de Plata per Villarriba y Villabajo (millor actor de televisió)
- 2001: Fotogramas de Plata per Un chupete para ella (millor actor de televisió)
- 2005: Premi Barcelona de Cinema: millor actor per Inconscients

### Nominacions
- 1992: Fotogramas de Plata per La huella del crimen 2: El crimen de Perpignán (millor actor de televisió)
- 1993: Fotogramas de Plata per Un paraguas para tres, La reina anónima i Salsa rosa (millor actor de cinema)